# Paolo II. Vitelli
Paolo II. Vitelli (* 1519 in Città di Castello; † Februar 1574 in Parma) war ein italienischer Condottiere und Ritter, Marquese von Cetona und Carmiano.

Wappen der Familie Vitelli

## Leben

### Herkunft und Anfänge
Paolo II. wurde 1519 in Città di Castello als Sohn von Niccolò II. Vitelli geboren und gehörte sicherlich zu den treuesten Gefolgsleuten von Papst Paul III. und den Herzögen von Parma und Piacenza. Im Jahr 1538 begleitete Paolo den Farnese-Papst zum Kongress von Nizza. Nach seiner Rückkehr nahm Vitelli am Krieg von Pier Luigi Farnese gegen die römische Patrizierfamilie Colonna unter der Führung von Ascanio teil, die sich gegen die von Papst Paul III. auferlegte Salzsteuer aufgelehnt hatte, was auch in Umbrien zu Aufständen, den so genannten „Salzkrieg“ führte. Nach dem Sieg über die Colonna begab sich Vitelli nach Pitigliano und wurde Zeuge des Duells zwischen Ascanio della Corgna und Giannino Taddei, einem florentinischen Hauptmann. Paolo unterstützte, ebenso wie sein General Pier Luigi Farnese, della Corgna, der das Duell gewann.

### Herzogtum Parma und Piacenza
Vitelli wurde 1546 zum Generalleutnant der päpstlichen Kavallerie ernannt und machte sich auf den Weg nach Deutschland, wohin der Papst seine Miliz unter dem Kommando von Ottavio Farnese geschickt hatte, um sich den protestantischen Kräften des Schmalkaldischen Bundes entgegenzustellen. In Ulm angekommen, traf Vitelli auf seinen Onkel Alessandro, doch im September 1547 wurden er und die Farnese wegen der Ereignisse in Italien gezwungen nach Parma zurückzukehren, um die Stadt zu schützen. Sie mussten verhindern, dass sie in die Hände der kaiserlichen von Ferrante I. Gonzaga fiel, wie es bereits mit der anderen wichtigen Stadt unter der Herrschaft der Farnese, Piacenza, geschehen war, wo der Herzog Pier Luigi Farnese am 10. September ermordet wurde. Nach dem Tod von Papst Paul III. im Jahr 1549 wurde Paolo II. zum Wächter des Konklaves in Rom ernannt und anschließend von Herzog Ottavio mit dem Titel eines Generalleutnants des Herzogtums geehrt. Zusammen mit Ottavio wurde er vom neuen Papst Julius III. zum Feind erklärt, der ihm auch befahl, sofort aus dem Militärdienst des Herzogs auszuscheiden. 1551 war Paolo nach den Eroberungen der Gonzagas gezwungen, sich mit den herzoglichen Armeen zunächst nach Mirandola zu begeben, und dann, nachdem er die Stadt mit zahlreichen Infanteristen verlassen hatte, errang er mehrere Siege gegen die Spanier und kam bis nach Soragna, wo es beinahe zum Zusammenstoß mit den Iberern unter dem Kommando von Francesco di Bimonte kam. Von 1552 bis 1554 nahm er am Krieg von Siena teil, während er 1555 als Botschafter von Ottavio Farnese fungierte, der ihn nach Rom schickte um dem neuen Papst Marcellus II. zu huldigen. Außerdem war er im selben Jahr für die Verstärkung der Grenzen des Herzogtums verantwortlich, die ständig französischen Angriffen ausgesetzt waren. Der Wendepunkt kam jedoch nach dem Vertrag von Gent (15. September 1556): Vitelli begab sich zunächst nach Mailand, um den Legaten Philipps II. von Spanien einen Eid zu leisten, dann gelang es ihm Piacenza zurückzuerobern und es dem Herzog Ottavio Farnese zurückzugeben. Nach dem Tod von Paul IV. begannen er und sein Neffe Chiappino Vitelli die Belagerung von Montone, und obwohl das Kardinalskollegium eingriff um die Kämpfe zu beenden, gelang es den beiden Tifernati in die Stadt einzudringen (1559). Am 23. März 1566 verließ Vitelli mit einer Eskorte von fast hundert Rittern Parma in Richtung Flandern, wo er die Aufgabe hatte, Prinzessin Maria d’Aviz in die emilianische Hauptstadt zu geleiten, wo sie die Frau des Herzogs Alessandro Farnese werden sollte. Im Jahr 1571 folgte er Alessandro Farnese in die Schlacht von Lepanto, bevor er 1574 in Parma verstarb.

## Palazzo Vitelli in Sant’Egidio
Im Jahr 1540 wollte Paolo eine neue Residenz errichten lassen, die alle anderen Gebäude der Vitelli an Pracht und Stil übertreffen sollte. Auch der Herzog von Parma und Piacenza, Ottavio Farnese, und Johanna von Österreich die Gemahlin des Großherzogs Francesco I. de’ Medici (1573), waren in der Residenz zu Gast. Nach der Überlieferung hat Paolo selbst den Plan für das Haus entworfen, das verschiedene Ungereimtheiten aufweist. Aber auch Künstler wie Prospero Fontana, Niccolò Circignani, Giorgio Vasari und Cristofano Gherardi beteiligten sich an dem Werk. Der Hauptsaal wurde mit Szenen der militärischen Siege der Familie Vitelli geschmückt, während die Kapelle mit Szenen aus dem Alten und Neuen Testament verziert ist. Außerdem verfügt die Villa über einen großen Garten, der sehr an die Boboli-Gärten in Florenz erinnert.